# Цистов гроб Ε (Лете)
Цистов гроб Ε (на гръцки: Τάφος Ε) е древномакедонско погребално съоръжение, разположено в некропола на античния град Лете, в местността Дервент (Дервени) днес в Северна Гърция.

## Описание
Гробът е открит в 1962 година. Представлява почти квадратен цистов гроб, изграден от порести каменни блокове в два реда изодомен градеж. Покритието е от същите плочи като пода му. Стените на погребалната камера са измазани с червен гипс. Към дървения ковчег са прикрепени костени плочи със сцени с Афродита и Ерос, както и два грифона, които разпръскват елени.

## Находки
Погребалните дарове включват фрагментирани алабастрови предмети, златни мъниста, женски теракотени бюстове, две номизми на Филип II Македонски и Александър III Македонски и позлатени копчета с главата на Атина Партенос.